# Alexander Bernhuber
Alexander Bernhuber (nascido em 18 de maio de 1992) é um político austríaco do Partido Popular Austríaco (ÖVP) que foi eleito membro do Parlamento Europeu em 2019.